# Lochstreifentrompete

Zeitgenössische Werbung

Die Lochstreifentrompete ist ein durch Atemluft gesteuerter Musikautomat, welche Melodien ohne Vorkenntnisse des Spielers erklingen lässt. Sie wurde um 1900 unter dem Markennamen „Trombino“ verkauft.
Wie bei einer Mundharmonika werden die Töne durch Tonzungen erzeugt.
Äußerlich ähnelt sie einer Trompete, hat aber anstelle der Ventile eine Aufnahme für einen Lochstreifen, auf welchem die Melodie gespeichert ist.
„Der mechanisch abgetastete Papierstreifen öffnet Ventilklappen und durch das Hineinblasen in das Mundstück werden durchschlagende Tonzungen zum Klingen gebracht.“
In einer Zeitungsanzeige der Firma Winkler & Co., München aus der Zeit um 1900 heißt es:
„Das Trombino ist die sensationellste Erfindung der Gegenwart und erregt überall großes Aufsehen, um so mehr dann, wenn jemand in einer Gesellschaft mit einem Male als Trombino-Virtuose auftritt, während niemand vorher von dieser Fertigkeit eine Ahnung hatte.“